# Kościół św. Kingi w Krakowie
Kościół św. Kingi – parafialny kościół rzymskokatolicki znajdujący się w Krakowie, w dzielnicy XIII Podgórze przy ul. Siemomysła 37, w Podgórzu.
Parafia została erygowana przez ks. kardynała Franciszka Macharskiego  22 lipca 2001 roku. 
Od 2003 trwa budowa kościoła parafialnego, który poświęcił 19 maja 2007 ks. kardynał Stanisław Dziwisz. 
Projekt świątyni wyszedł z pracowni architektonicznej Krzysztofa Ingardena i Jacka Ewý'ego.

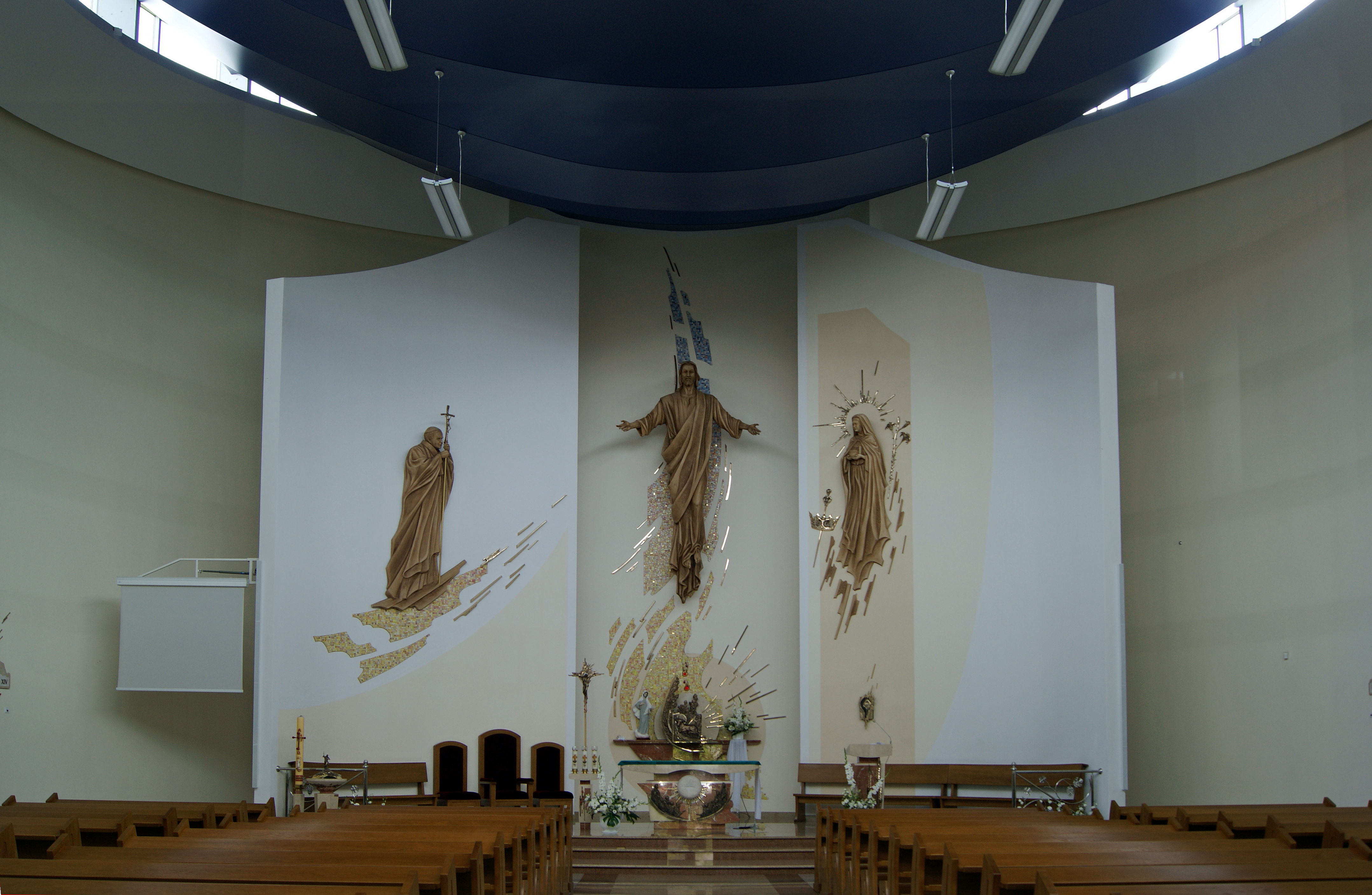
Wnętrze kościoła